# Rivanazzano Terme

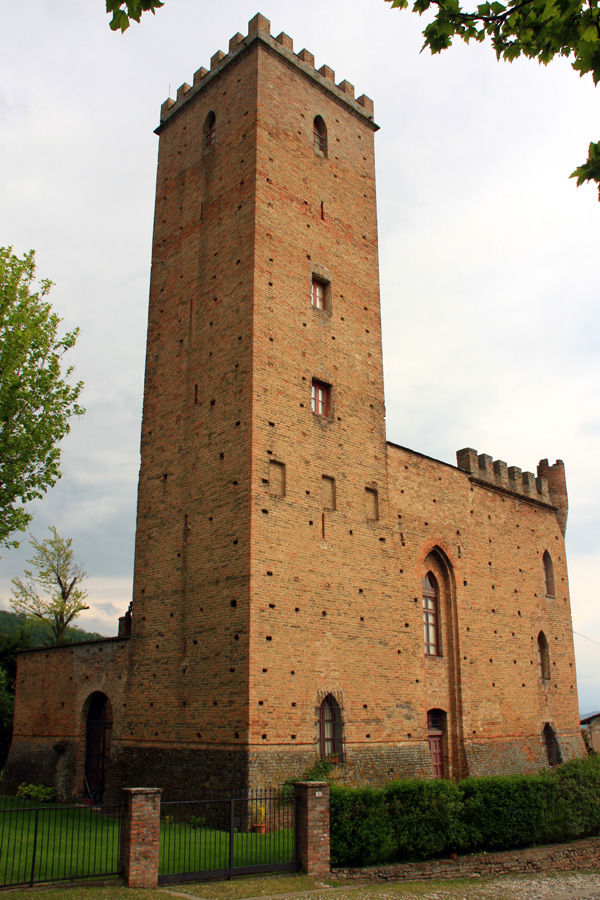
Schloss im Ortsteil Nazzano

Rivanazzano Terme (bis 2009 nur Rivanazzano) ist eine norditalienische Gemeinde (comune) mit 5094 Einwohnern (Stand: 31. Dezember 2023) in der Provinz Pavia in der Region Lombardei.

## Geographie
Das Gemeindegebiet umfasst eine Fläche von 28,91 km². Der Ort liegt auf einer Höhe von 153 Metern über dem Meer an der Staffora. Ortsteile (frazioni) sind Buscofà, Chioda und Nazzano. Die Nachbargemeinden sind Casalnoceto (AL), Godiasco Salice Terme, Pontecurone (AL), Retorbido, Rocca Susella und Voghera. Die Gemeinde grenzt an die Provinz Alessandria an.
Rivanazzano Terme hatte einen Bahnhof an der stillgelegten Strecke Bahnstrecke Voghera–Varzi. Diese Bahnstrecke wurde inzwischen zu einem Fahrradweg umgewidmet. Unweit befindet sich der Flugplatz Voghera.

## Partnerschaft
- Los Palacios y Villafranca